# Duszniki (województwo łódzkie)
Duszniki – wieś w Polsce położona w województwie łódzkim, w powiecie sieradzkim, w gminie Warta.
W latach 1975–1998 miejscowość administracyjnie należała do województwa sieradzkiego.
Przez miejscowość przebiega turystyczny Szlak im. Władysława Reymonta.

## Transport
Przez wieś przebiega droga krajowa:
- DK83: kierunek Sieradz – Turek